# Simon Johnson

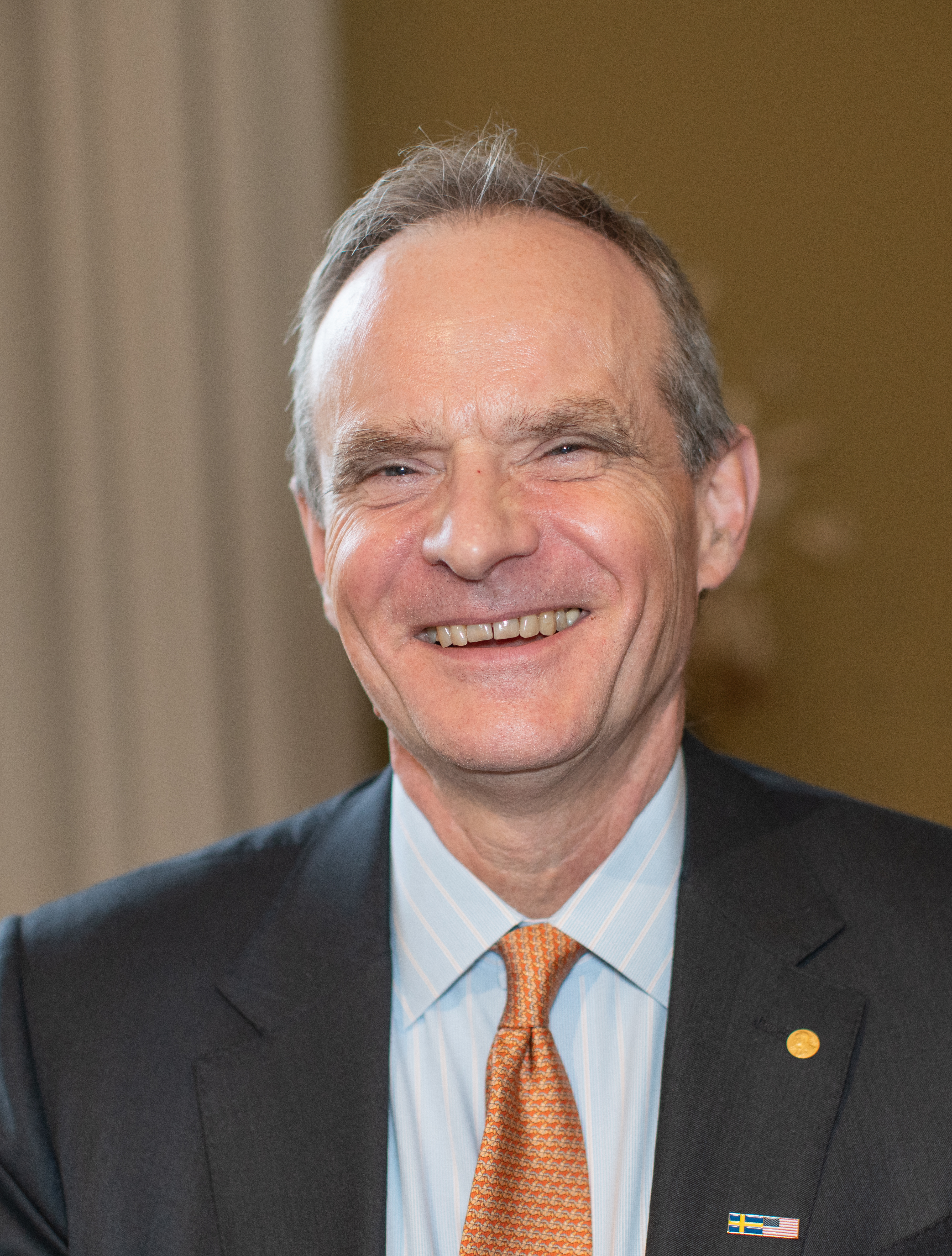
Simon Johnson (2024)

Simon H. Johnson (* 1963 in Sheffield) ist ein US-amerikanischer Wirtschaftswissenschaftler britischer Herkunft. Er war von März 2007 bis August 2008 Chefökonom des Internationalen Währungsfonds (IWF). Seit 2004 arbeitet er als Ronald A. Kurtz Professor of Entrepreneurship an der MIT Sloan School of Management. 2024 erhielt er gemeinsam mit Daron Acemoğlu und James A. Robinson den Alfred-Nobel-Gedächtnispreis für Wirtschaftswissenschaften „für Studien darüber, wie Institutionen gebildet werden und den Wohlstand beeinflussen“.

## Leben
Er besitzt Abschlüsse als Bachelor der University of Oxford, als Master of Arts (M.A.) der University of Manchester sowie den Doktorgrad (Ph.D.) in Wirtschaftswissenschaften des MIT (Promotion 1989 bei Rudiger Dornbusch). Johnson hatte in seiner Laufbahn bereits zahlreiche wissenschaftliche oder politikverbundene Positionen inne. Derzeit (Stand 2011) arbeitet er beim National Bureau of Economic Research und Centre for Economic Policy Research und ist als Berater für das Congressional Budget Office tätig. Johnson begründet seine Unabhängigkeit damit, dass er zwar Vorträge bei Interessengruppen gehalten habe, aber weder in einer Unternehmensposition sich befinde noch gesponserte Forschung übernehme.
Johnsons Expertengebiet sind unter anderem Finanzmärkte. Er kritisiert dabei den Einfluss von Finanzunternehmen auf die Regierung (was er als „Finanzoligarchie“ bezeichnete) und befürwortete unter anderem die Ermittlungen der Börsenaufsicht SEC gegen Goldman Sachs. Ablehnend steht er aufgrund einiger Forschungsergebnisse dem Versuch von Republikanern entgegen, die Eigenheimkäufe von Armen als Finanzkrisenursache darzustellen (siehe Kontroverse zum Community Reinvestment Act) und sieht stattdessen die seit dreißig Jahren betriebene Deregulierung des Finanzsektors als wesentliche Ursache. In einer Sendung des Public-Broadcasting-Service-Fernsehmagazins Bill Moyers Journal gab er an, bei der Präsidentschaftswahl in den Vereinigten Staaten 2008 für Barack Obama gestimmt zu haben, um einen Wandel zu erreichen. Er merkte dazu kritisch an, dass er optimistisch sei, jedoch bisher keine Verbesserungen bezüglich der Lobbymacht sehe.
Sein zusammen mit Daron Acemoğlu und James A. Robinson veröffentlichter Artikel The colonial origins of comparative development (AER, 2001) untersucht die Ursachen für Unterschiede in den Pro-Kopf-Einkommen verschiedener Länder. Der von denselben Autoren im Jahr 2002 veröffentlichte Artikel Reversal of Fortune: Geography and Institutions in the Making of the Modern World Income Distribution vertritt die Ansicht, dass schlechte institutionelle Rahmenbedingungen den Hauptgrund für die Unterschiede im Grad der wirtschaftlichen Entwicklung zwischen verschiedenen ehemaligen Kolonien darstellen. Diese beiden gemeinsam verfassten Artikel wurden in der Begründung für die Vergabe des Nobelpreises hervorgehoben.
Aufsehen erregte er im April 2011, als er in einem Zeitungsinterview Josef Ackermann, den damaligen Chef der Deutschen Bank, als „einen der gefährlichsten Bankmanager der Welt“ bezeichnete.
Seit 2022 zählte der Medienkonzern Clarivate Johnson aufgrund der Zahl der Zitationen zu den Favoriten auf einen Nobelpreis (Clarivate Citation Laureates).

## Veröffentlichungen
- Inflation, Intermediation and Economic Activity. Dissertation. Massachusetts Institute of Technology, 1989
- (Hrsg.): The Collected Works of Franco Modigliani. Volumes 4 and 5. MIT Press, 1989
- mit Gary Loveman & David Kotchen: Managing business enterprises after communism. Harvard Business School Publishing, 1994
- mit Gary Loveman: Starting over in Eastern Europe: Entrepreneurship and Economic Renewal. Harvard Business School Press, 1995, ISBN 0-87584-569-X
- mit James Kwak: 13 Bankers: The Wall Street Takeover and the Next Financial Meltdown. Pantheon, 2010, ISBN 0-307-37905-1
- mit Daron Acemoğlu: Power and progress. Our Thousand-Year Struggle Over Technology and Prosperity. Basic Books, London 2023, ISBN 978-1-3998-0445-5
  - Deutsch: Stephan Gebauer und Thorsten Schmidt (Übersetzer): Macht und Fortschritt. Unser 1000-jähriges Ringen um Technologie und Wohlstand. Campus Verlag, Frankfurt am Main 2023, ISBN 978-3-593-51794-0